# Pieczewo
Pieczewo (deutsch Stolzenberg) ist ein Stadtteil der kreisfreien Stadt Olsztyn (deutsch Allenstein), der Hauptstadt der Woiwodschaft Ermland-Masuren in Polen.

## Geographische Lage
Der Stadtteil Pieczewo liegt im Südosten der Stadt Olsztyn und grenzt an die Nachbarstadtteile Mazurskie, Nagórki (Bergenthal) und Jaroty (Jomendorf) sowie an die Gmina Purda (Landgemeinde Groß Purden). Bis zum Stadtzentrum sind es vier Kilometer.

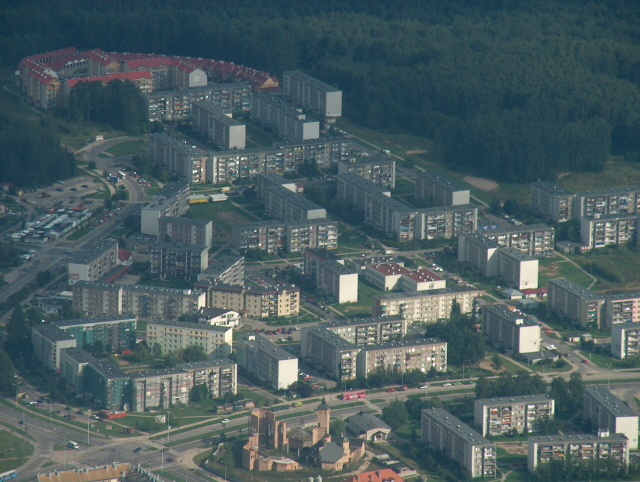
Der Stadtteil Pieczewo aus der Vogelperspektive

|  |

## Geschichte/Beschreibung
Die deutsche Namensform Stolzenberg des Stadtteils Pieczewo entstammt dem kleinen Gut Stolzenberg, das als Wohnplatz zur Stadt Allenstein gehörte und seit dem 15. März 1848 diesen Namen trug. Nach 1945 erhielt Stolzenberg wohl die polnische Namensform „Pieczewo“, die sich für den Stadtteil bis heute durchgehalten hat, nicht jedoch für den Standort des einstigen Guts, der heute im Gebiet des Stadtteils Mazurskie liegt und „Piękna Góra“ (= „Wunderschöne Berge“) heißt.

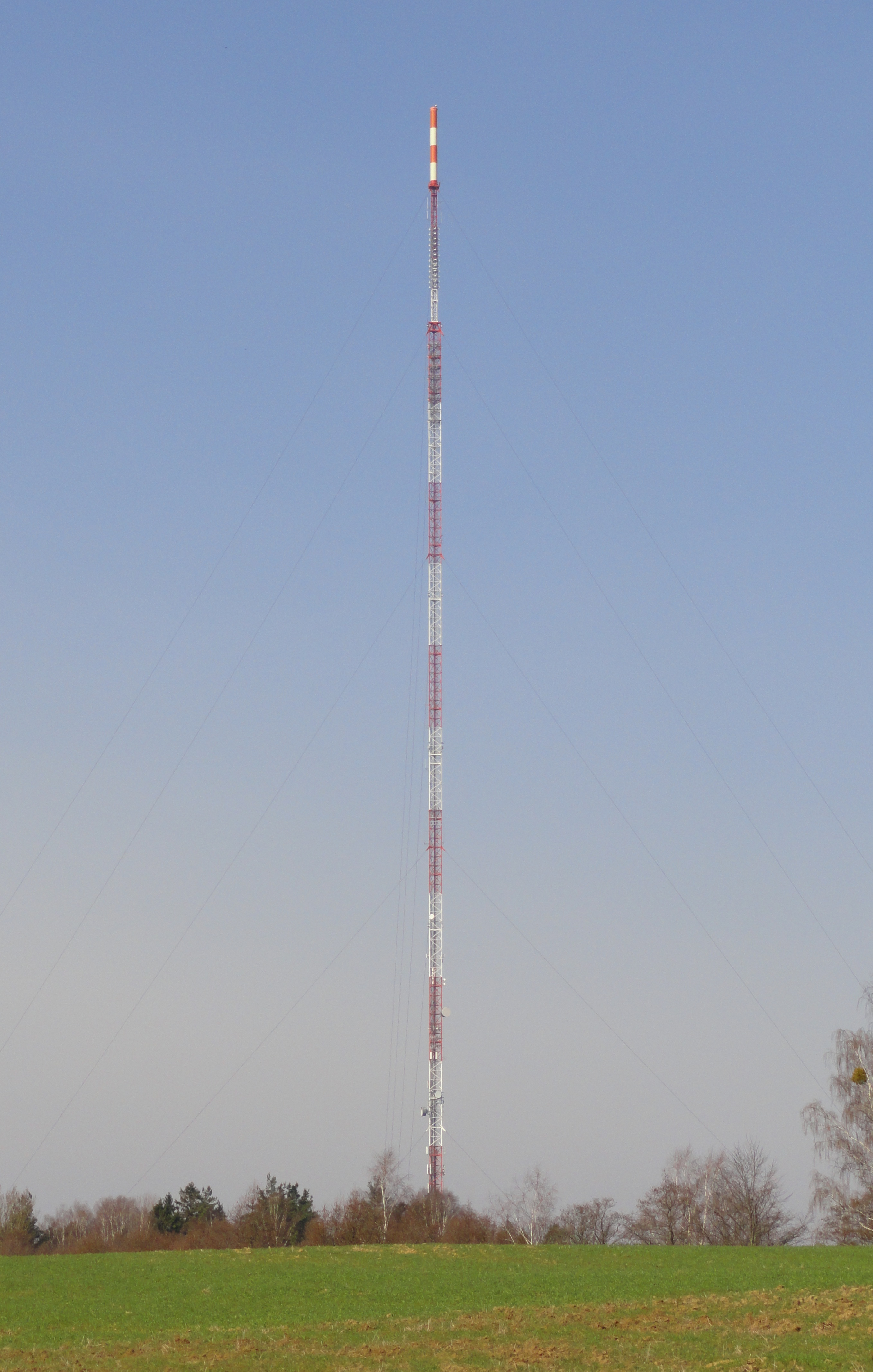
Der Sendemast Olsztyn-Pieczewo

Im Gebiet von Piękna Góra steht ein Radio- und Fernseh-Funkmast, der – obwohl im anderen Stadtteil stehend – Sendemast Olsztyn-Pieczewo heißt und damit den Bezug zwischen dem einstigen Gut Stolzenberg und dem jetzigen Stadtteil Pieczewo (Stolzenberg) belegt. Der 1969 errichtete Stahlfachwerkmast übrigens ist 356,5 Meter hoch und gilt als das höchste Bauwerk in Polen.
Im Bezirk Pieczewo herrscht eine rege Bautätigkeit, die der Stadtrandlage erhöhte Aufmerksamkeit bietet.

## Kirche
Bis 1945 war Stolzenberg in die evangelische Kirche Allenstein in der Kirchenprovinz Ostpreußen der Kirche der Altpreußischen Union sowie in die römisch-katholische St. Jakobskirche Allenstein im Dekanat Allenstein im Bistum Ermland eingepfarrt.
Heute gehört der Stadtteil Pieczewo zu den zwei – allerdings im Nachbarbezirk Jaroty (Jomendorf) ansässigen – Pfarreien der Fatimakirche und der Franziska-Siedliska-Kirche, beide dem Dekanat Olsztyn IV – Jaroty im jetzigen Erzbistum Ermland zugeordnet. Die evangelischen Einwohner gehören zur Christus-Erlöser-Kirche im Olsztyner Zentrum innerhalb der Diözese Masuren der Evangelisch-Augsburgischen Kirche in Polen.

## Verkehr
Hauptverkehrsader des Stadtteils ist die ul. Ignacego Krasickiego, die in Nord-Süd-Richtung den Bezirk durchzieht und die Verbindung zum Stadtzentrum herstellt. Für einen kurzen Abschnitt verläuft die Woiwodschaftsstraße 660 durch das Gebiet, die stadtauswärts in der Anschlussstelle mit der Bezeichnung „Olsztyn Pieczewo“ der Schnellstraße 16 und der S 51 endet, die hier auf gemeinsamer Trasse die Südostumfahrung der Stadt Olsztyn bilden. Die DW 660 geht in die Landesstraße 53 (einstige deutsche Reichsstraße 134) über.
Der Stadtteil Pieczewo ist über Busverkehr mit der Stadt vernetzt, eine Straßenbahnlinie ist angedacht. An den Bahnverkehr besteht keinerlei Anbindung.